# Amphimedon leprosa
Amphimedon leprosa är en svampdjursart som beskrevs av Duchassaing och Giovanni Michelotti 1864. Amphimedon leprosa ingår i släktet Amphimedon och familjen Niphatidae. Inga underarter finns listade i Catalogue of Life.